# Povelja Republike Hrvatske
Povelja Republike Hrvatske je priznanje Republike Hrvatske ustanovljeno Zakonom o odlikovanjima i priznanjima Republike Hrvatske. Dodjeljuje se međunarodnim organizacijama, pravnim osobama, stranim državnicima te hrvatskim i stranim državljanima za doprinos razvitku i promicanju međunarodnog položaja Republike Hrvatske te za doprinos znanstvenom, kulturnom, gospodarskom i drugom razvitku Republike Hrvatske. Dodjeljuje ju Predsjednik Republike Hrvatske na vlastiti poticaj ili na prijedlog Državnog povjereništva za odlikovanja i priznanja Republike Hrvatske.

## Izgled
Povelja se sastoji od pisane isprave, koja je otisnuta na grafpap papiru (300 g/m², veličine 297 x 420 mm). Isprava je omeđena pravokutnikom centriranim u odnosu na papir. Unutar pravokutnika je smeđe-žuta podloga bogato urešena vegetabilnim višebojnim uresom koji zauzima prostor unutar rubova pravokutnika. Između vegetabilnog uresa u omeđenim kružnicama nalaze se crteži objekata karakterističnih za svaku od županija Republike Hrvatske. Centrirano na gornjem dijelu isprave u omeđenoj kružnici na zelenoj podlozi nalazi se grb Republike Hrvatske s vegetabilnim uresima sa strane. Ispod grba, stiliziranim slovima u bojama zastave Republike Hrvatske je tekst: POVELJA/REPUBLIKE/HRVATSKE (znakom »/« označen je prelazak u novi red). Centrirano pri dnu isprave u omeđenoj kružnici na bijeloj podlozi zlatotiskom je otisnut grb Republike Hrvatske. Sadržaj isprave je otisnut na žutoj podlozi ispod natpisa POVELJA/REPUBLIKE/HRVATSKE, a glasi:
»ODLUKOM/PREDSJEDNIKA/REPUBLIKE HRVATSKE/dodijeljena je/IME I PREZIME (ILI NAZIV PRAVNE OSOBE).«
Ispod imena i prezimena (ili naziva pravne osobe), a lijevo od crteža katedrale u Zagrebu ispisano je: U Zagrebu/datum. Ispod imena i prezimena (ili naziva pravne osobe), a desno od crteža katedrale u Zagrebu ispisano je: PREDSJEDNIK REPUBLIKE/HRVATSKE/ime i prezime Predsjednika Republike/potpis Predsjednika Republike.

## Dodijeljene Povelje
Do 1. prosinca 2018. predsjednici Republike Hrvatske donijeli su ukupno 175 odluka o dodjeli priznanja Povelje Republike Hrvatske. Dosadašnji dobitnici su:
1. DVD Split, Narodne novine 114/1993, (2189), ostalo, 24.12.1993.
2. Hrvatska vatrogasna zajednica, Narodne novine 114/1993, (2190), ostalo, 24.12.1993.
3. DVD Varaždin, Narodne novine 51/1994, (909), ostalo, 11.7.1994.
4. Dubravački festival, Narodne novine 54/1994, (972), ostalo, 13.7.1994.
5. Klinička bolnica Split, Narodne novine 72/1994, (1256), ostalo, 10.10.1994.
6. Splitsko ljeto, Narodne novine 78/1994, (1313), ostalo, 26.10.1994.
7. Međunarodna smotra folklora u Zagrebu, Narodne novine 69/1996, (1307), ostalo, 16.8.1996.
8. Festival dalmatinskih klapa Omiš, Narodne novine 69/1996, (1308), ostalo, 16.8.1996.
9. Zagrebačka filharmonija, Narodne novine 89/1996, (1560), ostalo, 23.10.1996.
10. Varaždinske barokne večeri, Narodne novine 89/1996, (1561), ostalo, 23.10.1996.
11. Hrvatsko narodno kazalište Ivana pl. Zajca u Rijeci, Narodne novine 89/1996, (1562), ostalo, 23.10.1996.
12. Klinička bolnica Sestre Milosrdnice, Narodne novine 102/1996, (1981), ostalo, 4.12.1996.
13. Zrinski d.d. Čakovec, Narodne novine 102/1996, (1982), ostalo, 4.12.1996.
14. Viteško udruženje Kumpanjija – Blato, Narodne novine 90/1997, (1437), odluka, 28.8.1997.
15. Savez društava za pomoć mentalno retardiranim osobama u Republici Hrvatskoj, Narodne novine 130/1997, (1876), odluka, 3.12.1997.
16. Hrvatski teniski savez, Narodne novine 133/1997, (1917), odluka, 10.12.1997.
17. KUD Preporod Dugo Selo, Narodne novine 138/1997, (1967), odluka, 19.12.1997.
18. Hrvatski Crveni križ, Narodne novine 144/1998, (1785), odluka, 4.11.1998.
19. Zagrebački solisti, Narodne novine 15/1999, (314), odluka, 11.2.1999.
20. Hrvatski liječnički zbor, Narodne novine 20/1999, (433), odluka, 26.2.1999.
21. Zagrebački kvartet, Narodne novine 28/1999, (558), odluka, 24.3.1999.
22. Muzički biennale Zagreb, Narodne novine 39/1999, (784), odluka, 23.4.1999.
23. Savez društava Naša djeca Hrvatske, Narodne novine 126/2000, (2335), odluka, 15.12.2000.
24. Srednja škola Pavla Rittera Vitezovića Senj, Gimnazija Požega, Zagrebačko gradsko kazalište Komedija, Hrvatska glazbena mladež, KUD Lino Mariani, KUD Jedinstvo Split, Narodne novine 131/2000, (2412), odluka, 28.12.2000.
25. Udruga slijepih Međimurja, Sveučilište Josipa Jurja Strossmayera u Osijeku, Hrvatski školski muzej, KUD Ivan Filipović Velika Kopanica, Podravka Koprivnica, Arheološki muzej u Splitu, INGRA d.d., DVD Donja Stubica, Narodne novine 57/2001, (912), odluka, 27.6.2001.
26. Grad New York i njegovi građani, Narodne novine 101/2001, (1674), odluka, 16.11.2001.
27. The British Veterans of Vis 1943 - 45, Narodne novine 1/2002, (5), odluka, 3.1.2002.
28. Klinička bolnica Dubrava, Narodne novine 7/2002, (185), odluka, 23.1.2002.
29. Hrvatska obrtnička komora, Narodne novine 149/2002, (2388), odluka, 13.12.2002.
30. Dječji vrtić i jaslice Zipkica, Osnovna škola Profesora Franje Viktora Šignjara Virje, Osnovna škola u Đulovcu, Osnovna škola Dr. Branimira Markovića Ravna Gora, III. gimnazija Split, Narodne novine 99/2003, (1284), odluka, 13.6.2003.
31. BBC, CNN, IFJ, ORF, ZDF, Narodne novine 188/2003, (2949), odluka, 28.11.2003.
32. Agronomski fakultet Sveučilišta u Zagrebu, Udruga slijepih Brodsko-posavske županije Slavonski Brod, Koncertna dvorana Vatroslava Lisinskog, Narodne novine 78/2004, (1577), odluka, 11.6.2004.
33. Hrvatska rukometna reprezentacija, Narodne novine 153/2004, (2670), odluka, 3.11.2004.
34. Atlantska plovidba d.d., Šibenska narodna glazba, Hrvatska knjižnica za slijepe, Hrvatski glazbeno-scenski festival Osorske glazbene večeri, Muzej za umjetnost i obrt, Hrvatska gorska služba spašavanja, Muzej Marton, Narodne novine 77/2005, (1515), odluka, 27.6.2005.
35. Hrvatska Davis Cup reprezentacija, Narodne novine 155/2005, (2987), odluka, 30.12.2005.
36. Slovenski komorni zbor, Narodne novine 28/2006, (651), odluka, 13.3.2006.
37. "Kajkaviana" društvo za prikupljanje, čuvanje i promicanje hrvatske kajkavske baštine, DVD Makarska, Narodna glazba Trogir, XV. Gimnazija u Zagrebu, Narodne novine 72/2006, (1728), odluka, 30.6.2006.
38. Ericsson Nikola Tesla d.d. Zagreb, Narodne novine 76/2006, (1790), odluka, 10.7.2006.
39. Košarkaški klub Cibona, Narodne novine 143/2006, (3241), ostalo, 29.12.2006.
40. Radio 101, Narodne novine 2/2007, (154), odluka, 4.1.2007.
41. Galerija Klovićevi dvori, Gradska glazba Makarska, Hrvatski umirovljenički list, Industrija građevnog materijala – IGM d.d. Tounj, Savez izviđača Hrvatske, Vatrogasna škola Državne uprave za zaštitu i spašavanje, Narodne novine 68/2007, (2084), odluka, 2.7.2007.
42. Vaterpolski klub Jug Dubrovnik, Narodne novine 80/2007, (2502), odluka, 1.8.2007.
43. V. Gimnazija u Zagrebu, Narodne novine 71/2008, (2373), odluka, 20.6.2008.
44. Međunarodna federacija društava Crvenog križa i Crvenog polumjeseca (IFRC) i Ured visokog predstavnika Ujedinjenih naroda za izbjeglice (UNHCR), Narodne novine 123/2008, (3529), odluka, 24.10.2008.
45. Hrvatski planinarski savez, Narodne novine 126/2008, (3591), odluka, 31.10.2008.
46. Podvodno istraživački klub Mornar Split, Narodne novine 69/2009, (1684), odluka, 17.6.2009.
47. Ansambl narodnih plesova i pjesama Hrvatske LADO, Narodne novine 69/2009, (1685), odluka, 17.6.2009.
48. Galerija likovnih umjetnosti Osijek, Narodne novine 69/2009, (1686), odluka, 17.6.2009.
49. Kineziološki fakultet u Zagrebu, Narodne novine 121/2009, (2989), odluka, 7.10.2009.
50. Bratovština "Bokeljska mornarica", Narodne novine 121/2009, (2990), odluka, 7.10.2009.
51. KUD "Mijat Stojanović", Narodne novine 121/2009, (2991), odluka, 7.10.2009.
52. Zagrebački velesajam, Narodne novine 121/2009, (2992), odluka, 7.10.2009.
53. Udruga frizerskih obrtnika, Narodne novine 121/2009, (2993), odluka, 7.10.2009.
54. Ansambl Kraljevi ulice, Narodne novine 146/2009, (3551), odluka, 9.12.2009.
55. Hrvatski streljački savez, Narodne novine 146/2009, (3552), odluka, 9.12.2009.
56. Hrvatski rotary savez, Narodne novine 156/2009, (3874), odluka, 29.12.2009.
57. Muzej suvremene umjetnosti, Narodne novine 10/2010, (212), odluka, 20.1.2010.
58. Tjedan suvremenog plesa, Narodne novine 19/2010, (444), odluka, 10.2.2010.
59. Fotoklub Zagreb, Narodne novine 82/2010, (2330), odluka, 1.7.2010.
60. Časopis "Studia Croatica" Buenos Aires, Narodne novine 82/2010, (2331), odluka, 1.7.2010.
61. Braniteljski portalu "Tvrđava - Knin" Udruge hrvatskih branitelja liječenih od PTSP-a Knin, Narodne novine 105/2010, (2829), odluka, 6.9.2010.
62. Zajednica udruga udovica hrvatskih branitelja iz Domovinskog rata, Narodne novine 105/2010, (2830), odluka, 6.9.2010.
63. Antiteroristička jedinica "Lučko" MUP-a RH, Narodne novine 107/2010, (2861), odluka, 13.9.2010.
64. Visoko gospodarsko učilište Križevci, Narodne novine 112/2010, (2956), ostalo, 29.9.2010.
65. Korčulanski plivački klub, Narodne novine 112/2010, (2957), odluka, 29.9.2010.
66. Ogranak Seljačke sloge KUD "Buševec", Narodne novine 112/2010, (2958), odluka, 29.9.2010.
67. Hrvatsko kulturno društvo Napredak Sarajevo, Narodne novine 112/2010, (2959), odluka, 29.9.2010.
68. Simfonijski orkestar Hrvatske radiotelevizije, Narodne novine 124/2010, (3221), odluka, 8.11.2010.
69. 1. gardijska brigada, Narodne novine 124/2010, (3222), odluka, 8.11.2010.
70. Narodna zaštita Republike Hrvatske, Narodne novine 41/2011, (980), odluka, 7.4.2011.
71. Šokadija Zagreb, Narodne novine 41/2011, (981), odluka, 7.4.2011.
72. 4. gardijska brigada "Pauci", Narodne novine 81/2011, (1740), odluka, 14.7.2011.
73. 3. gardijska brigada "Kune", Narodne novine 81/2011, (1741), odluka, 14.7.2011.
74. 2. gardijska brigada "Gromovi", Narodne novine 81/2011, (1742), odluka, 14.7.2011.
75. Dječji ilustrirani književni list "Radost", Narodne novine 81/2011, (1743), odluka, 14.7.2011.
76. Osnovna škola "Vladimir Nazor" Postira - Brač, Narodne novine 83/2011, (1779), odluka, 18.7.2011.
77. Akademija medicinskih znanosti Hrvatske, Narodne novine 83/2011, (1780), odluka, 18.7.2011.
78. Zagreb film, Narodne novine 83/2011, (1781), odluka, 18.7.2011.
79. Gradovi Šibenik, Vodice i Skradin, zapovjedništvo i svi sudionici akcije "Ratni rujanski podvig", Narodne novine 113/2011, (2207), odluka, 5.10.2011.
80. Grad Ploče, zapovjedništvo i svi sudionici akcije "Zelena tabla - Mala bara", Narodne novine 113/2011, (2208), odluka, 5.10.2011.
81. Opća bolnica Vukovar, Narodne novine 153/2011, (3168), odluka, 28.12.2011.
82. Grad Dubrovnik i dubrovački branitelji ´91, Narodne novine 153/2011, (3169), odluka, 28.12.2011.
83. Hrvatsko seljačko pjevačko društvo "Sljeme" Šestine - Zagreb, Narodne novine 153/2011, (3170), odluka, 28.12.2011.
84. HKPD Matija Gubec Tavankut, Narodne novine 153/2011, (3171), odluka, 28.12.2011.
85. HKUD Vladimir Nazor, Sombor, Narodne novine 153/2011, (3172), odluka, 28.12.2011.
86. Građanski odbor za ljudska prava, Narodne novine 153/2011, (3173), odluka, 28.12.2011.
87. Nansen Dialogue Centre Osijek, Narodne novine 153/2011, (3174), odluka, 28.12.2011.
88. 3LHD Arhitektonski studio Zagreb, Narodne novine 69/2012, (1613), odluka, 27.6.2012.
89. Documenta - Centar za suočavanje s prošlošću, Narodne novine 69/2012, (1614), odluka, 27.6.2012.
90. Zapovjedništvo i sudionici akcije "Miljevci - 1992", Narodne novine 75/2012, (1746), odluka, 6.7.2012.
91. Hrvatsko stenografsko društvo, Narodne novine 75/2012, (1747), odluka, 6.7.2012.
92. Hrvatski šahovski savez, Narodne novine 75/2012, (1749), odluka, 6.7.2012.
93. Hrvatska zajednica tehničke kulture, Narodne novine 146/2012, (3147), odluka, 28.12.2012.
94. Društvo građevinskih inženjera i tehničara Međimurja, Narodne novine 146/2012, (3148), odluka, 28.12.2012.
95. 5. gardijska brigada "Sokolovi", Narodne novine 146/2012, (3149), odluka, 28.12.2012.
96. 7. gardijska brigada "Pume", Narodne novine 146/2012, (3150), odluka, 28.12.2012.
97. 9. gardijska brigada "Vukovi", Narodne novine 146/2012, (3151), odluka, 28.12.2012.
98. Fakultet političkih znanosti u Zagrebu, Narodne novine 146/2012, (3152), odluka, 28.12.2012.
99. Međunarodno violinističko natjecanje "Vaclav Huml", Narodne novine 38/2013, (695), odluka, 29.3.2013.
100. Gradovi Sinj, Trilj i Vrlika, općine Dicmo, Hrvace, Kijevo i Otok, zapovjedništvo i sudionicima operacije "Peruća", Narodne novine 38/2013, (696), odluka, 29.3.2013.
101. Kazalište slijepih i slabovidnih "Novi život", Narodne novine 84/2013, (1854), odluka, 3.7.2013.
102. Udruga za zaštitu prirode i okoliša Zeleni Osijek, Narodne novine 84/2013, (1855), odluka, 3.7.2013.
103. Motovun Film Festival, Narodne novine 84/2013, (1856), odluka, 3.7.2013.
104. Jadranski Galenski laboratoriju d.d. - Rijeka, Narodne novine 84/2013, (1857), odluka, 3.7.2013.
105. Hrvatski paraolimpijski odbor, Narodne novine 84/2013, (1858), odluka, 3.7.2013.
106. AD Plastik d.d. Solin, Narodne novine 84/2013, (1859), odluka, 3.7.2013.
107. Hrvatsko kulturno-prosvjetno društvo "Matija Gubec" Ruma, Narodne novine 84/2013, (1860), odluka, 3.7.2013.
108. Udruga inovatora Karlovačke županije, Narodne novine 84/2013, (1861), odluka, 3.7.2013.
109. Narodno sveučilište Dubrava, Narodne novine 84/2013, (1862), odluka, 3.7.2013.
110. Končar - Institut za elektrotehniku d.d., Narodne novine 84/2013, (1863), odluka, 3.7.2013.
111. Gradski zbor "Brodosplit", Narodne novine 84/2013, (1864), odluka, 3.7.2013.
112. Javna ustanova Spomen područje Jasenovac, Narodne novine 84/2013, (1865), odluka, 3.7.2013.
113. Javna vatrogasna postrojba Grada Rijeke, Narodne novine 84/2013, (1866), odluka, 3.7.2013.
114. Ivica Račan - postumno, Narodne novine 126/2013, (2720), odluka, 16.10.2013.
115. Jadranka Kosor, Narodne novine 126/2013, (2721), odluka, 16.10.2013.
116. Hrvatske vode, Narodne novine 126/2013, (2722), odluka, 16.10.2013.
117. Gradsko društvo Crvenog križa Dubrovnik, Gradsko društvo Crvenog križa Zadar, Gradsko društvo Crvenog križa Zagreb, Narodne novine 126/2013, (2723), odluka, 16.10.2013.
118. Vatrogasna postrojba Kutina, Narodne novine 84/2014, (1653), odluka, 14.7.2014.
119. Zajednica saveza osoba s invaliditetom Hrvatske - SOIH, Narodne novine 84/2014, (1654), odluka, 14.7.2014.
120. Hrvatski veslački klub "Gusar" - Split, Narodne novine 84/2014, (1655), odluka, 14.7.2014.
121. Bernard M. Luketich, Narodne novine 84/2014, (1656), odluka, 14.7.2014.
122. Genos d.o.o. - Osijek, Narodne novine 84/2014, (1657), odluka, 14.7.2014.
123. Obrt "Josip Pleško" - Zabok, Narodne novine 84/2014, (1658), odluka, 14.7.2014.
124. Udruga Most - Split, Narodne novine 84/2014, (1659), odluka, 14.7.2014.
125. DVD Koprivnica, Narodne novine 120/2014, (2275), odluka, 10.10.2014.
126. DVD Križevci, Narodne novine 120/2014, (2276), odluka, 10.10.2014.
127. Hrvatski poljoprivredni zadružni savez, Narodne novine 120/2014, (2277), odluka, 10.10.2014.
128. Zadružni savez Dalmacije, Narodne novine 120/2014, (2278), odluka, 10.10.2014.
129. KUD "Branimir" - Bošnjaci, Narodne novine 120/2014, (2279), odluka, 10.10.2014.
130. Hrvatski gimnastički savez, Narodne novine 2/2015, (36), odluka, 7.1.2015.
131. Edukacijsko-rehabilitacijski fakultet u Zagrebu, Narodne novine 2/2015, (37), odluka, 7.1.2015.
132. Hrvatski inženjerski savez, Narodne novine 14/2015, (269), odluka, 5.2.2015.
133. Hrvatski helsinški odbor za ljudska prava, Narodne novine 6/2016, (79), odluka, 20.1.2016.
134. Klapa Ošjak - Vela Luka, Narodne novine 73/2016, (1743), odluka, 10.8.2016.
135. Šahovski klub slijepih Polet - Zagreb, Narodne novine 3/2017, (105), odluka, 11.1.2017.
136. Hrvatski športski ribolovni savez, Narodne novine 3/2017, (106), odluka, 11.1.2017.
137. Glazbena mladež Split, Narodne novine 3/2017, (107), odluka, 11.1.2017.
138. Folklorni ansambl Linđo - Dubrovnik, Narodne novine 3/2017, (108), odluka, 11.1.2017.
139. Hrvatsko društvo glazbenih umjetnika, Narodne novine 3/2017, (109), odluka, 11.1.2017.
140. Češka beseda Zagreb, Narodne novine 3/2017, (110), odluka, 11.1.2017.
141. Hrvatski lovački savez, Narodne novine 3/2017, (111), odluka, 11.1.2017.
142. Savez Hrvata u Mađarskoj, Narodne novine 3/2017, (112), odluka, 11.1.2017.
143. Zavod za sudsku medicinu i kriminalistiku Medicinskog fakulteta u Zagrebu, Narodne novine 3/2017, (113), odluka, 11.1.2017.
144. Hrvatska liga protiv raka, Narodne novine 28/2017, (630), odluka, 29.3.2017.
145. Savez hrvatskih društava u Kraljevini Švedskoj, Narodne novine 28/2017, (631), odluka, 29.3.2017.
146. Hrvatsko kulturno društvo „Matija Gubec“ Stockholm, Hrvatsko društvo »Velebit« Göteborg, Hrvatsko športsko kulturno društvo »Croatia – Katarina Zrinski« Göteborg, Hrvatsko kulturno društvo »Jadran« Malmö, Nogometni klub Croatia Malmö,  Narodne novine 28/2017, (632), odluka, 29.3.2017.
147. Gradski muzej Vukovar, Zavičajni muzej Konavala Čilipi, Gradska knjižnica Ivan Goran Kovačić Karlovac, Narodne novine 75/2017, (1859), odluka, 31.7.2017.
148. Športski savez invalida grada Splita, Narodne novine 75/2017, (1860), odluka, 31.7.2017.
149. Hrvatska folklorna skupina »Croatia« – Canberra, Folklorni ansambl »Zvonimir« – Springvale, Hrvatski folklorni ansambl »Hrvatska Zora« – Sunshine, Folklorna grupa »Mladi Hrvati« – Clifton Hill, Hrvatsko kulturno-umjetničko Društv »Lado« – Geelong, Hrvatsko folklorno društvo »Lenek« – Adelaide, Hrvatsko folklorno društvo »Vukovar« – Sydney, Hrvatsko folklorno društvo »Domovina« – Sydney, Hrvatska folklorna grupa »Linđo« – Sydney, Hrvatska folklorna grupa »Mladi Frankopani« – Sydney, Hrvatska folklorna grupa »Braća Radić« – Sydney, Hrvatska folklorna grupa »Zagreb« – Wollongong, Hrvatska folklorna grupa »Kumpanija« – Sydney, Hrvatska folklorna grupa »Sydney« – Sydney, Hrvatska folklorna grupa »Koleda« – Sydney, Hrvatska folklorna grupa »Brisbane« – Brisbane, Hrvatska folklorna grupa »Velebit« – Gold Coast, Hrvatska folklorna grupa »Zagreb« – Perth, Hrvatska folklorna grupa »Lado« – Perth, Folklorni ansambl »Kralj Tomislav« – Auckland, Središnji odbor hrvatskih etničkih škola – Sydney, Hrvatska katolička škola »Fra Rok Romac« Sydney, Zaklada Hrvatskih Studija – Sydney, Hrvatski nogometni Savez Australije i Novog Zelanda, Hrvatski radio programu na postaji 3ZZZ – Melbourne, Udruga učitelja hrvatskog jezika Viktorije, Narodne novine 109/2017, (2537), odluka, 10.11.2017.
150. CRO 2000 Radio-Croatian Youth – Sydney, Hrvatski radio program – 94.7 The Pulse – Geelong, Croatian radio hour 5EBI 103.1 FM – Adelaide, Narodne novine 109/2017, (2538), odluka, 10.11.2017.
151. Hrvatski vjesnik Australija – Sydney, Hrvatski centar zajednice Zapadne Australije inc. – North Fremantle, Hrvatski dom – Gwelup, Narodne novine 109/2017, (2539), odluka, 10.11.2017.
152. Opća bolnica Šibensko-kninske županije – Šibenik, Narodne novine 109/2017, (2540), odluka, 10.11.2017.
153. Klapa Intrade – Zadar, Narodne novine 1/2018, (22), odluka, 3.1.2018.
154. Hrvatska akademska i istraživačka mreža – CARNET, Narodne novine 2/2018, (56), odluka, 5.1.2018.
155. Sveučilišni računski centar (SRCE) Sveučilišta u Zagrebu, Narodne novine 2/2018, (57), odluka, 5.1.2018.
156. Ljerka Margitić, Petar Kvrgić, Tonko Maroević, Tomislav Radić (postumno), Narodne novine 13/2018, (295), odluka, 9.2.2018.
157. Estadio Croata, Corporación Cultural Chileno Croata »Domovina«, CPEAC (Círculo de Profesionales y Empresarios de Ascendencia Croata), CROCHAM (Cámara Chileno – Croata De Comercio Y Turismo), Sociedad Croata de Socorros Mutuos, Club de Deportes »Hrvatski Sokol«, Club Croata de Punta Arenas, Club Deportivo Sokol Croata de Punta Arenas, Comité Social de Damas Croatas de Punta Arenas, Narodne novine 26/2018, (525), odluka, 16.3.2018.
158. Male novine Čile, Narodne novine 26/2018, (526), odluka, 16.3.2018.
159. Sociedad Croata de Beneficencia - Cochabamba - Bolivija, Narodne novine 26/2018, (527), odluka, 16.3.2018.
160. Hrvatsko društvo prijatelja Dalmacija – Hrvatska sada, Hrvatsko društvo Croatia Sacra Paulistana – Sacra, Narodne novine 26/2018, (528), odluka, 16.3.2018.
161. Hrvatski dom – Buenos Aires, Hrvatsko kulturno društvo uzajamne pomoći Dock Sud, Hrvatska udruga uzajamne pomoći Villa Mugeta, Hrvatska udruga »Hrvatski dom« Comodoro Rivadavia – Chubut, Hrvatska udruga »Istarski korjeni« – La Plata – Berisso – Ensenada, Hrvatska udruga »Naš narod« – Chaco, Argentinsko-hrvatska gospodarska komora, Mala škola hrvatskog jezika – Buenos Aires, Instituto República de Croacia – Tucumán, Udruga »Jorgovan« – Dock Sud – Buenos Aires, Hrvatski pjevački zbor »Jadran«, Klapa B. A., Ženska klapi »Valovi«, Društvo hrvatskih katoličkih sveučilištaraca i srednjoškolaca (DHKSS), Narodne novine 26/2018, (529), odluka, 16.3.2018.
162. Hrvatska katolička misiji sv. Leopold Mandić – San Justo, Hrvatska katolička misija sv. Nikola Tavelić – Buenos Aires, Hrvatski Caritas Kardinal Stepinac, Narodne novine 26/2018, (530), odluka, 16.3.2018.
163. Hrvatsko-argentinski kulturni klub (HAKK), Hrvatski kulturni centar Rosario, Narodne novine 26/2018, (531), odluka, 16.3.2018.
164. Klapa Trogir, Narodne novine 26/2018, (532), odluka, 16.3.2018.
165. Hrvatski sabor kulture, Narodne novine 26/2018, (533), odluka, 16.3.2018.
166. Međunarodni dječji festival Šibenik, Narodne novine 26/2018, (534), odluka, 16.3.2018.
167. Prvo hrvatsko pjevačko društvo "Zora", Narodne novine 46/2018, (871), odluka, 18.5.2018.
168. Hrvatski klub "August Šenoa" u Mađarskoj, Narodne novine 46/2018, (872), odluka, 18.5.2018.
169. Studentsko kulturno-umjetničko društvo »Ivan Goran Kovačić«, Narodne novine 46/2018, (873), odluka, 18.5.2018.
170. Klapa Cesarice, Narodne novine 59/2018, (1230), odluka, 4.7.2018.
171. Udruga Humane zvijezde Hrvatske '03, Narodne novine 59/2018, (1231), odluka, 4.7.2018.
172. Hrvatski nogometni savez, Narodne novine 100/2018, (1949), odluka, 14.11.2018.
173. Nacionalna federacija američkih Hrvata, Narodne novine 100/2018, (1950), odluka, 14.11.2018.
174. Hrvatska bratska zajednica, Narodne novine 100/2018, (1951), odluka, 14.11.2018.
175. Hrvatska akademija Amerike, Narodne novine 100/2018, (1952), odluka, 14.11.2018.